# 德埃格
德埃格（Deeg），是印度拉贾斯坦邦Bharatpur县的一个城镇。总人口40826（2001年）。

## 人口
该地2001年总人口40826人，其中男性21845人，女性18981人；0—6岁人口6802人，其中男3606人，女3196人；识字率61.00%，其中男性为71.48%，女性为48.94%。